# Baecula cornifrons
Baecula cornifrons là một loài bướm đêm trong họ Noctuidae.